# ولادیمیر وایودسکی
ولادیمیر الکساندرویچ وایودسکی (به روسی: Владимир Александрович Воеводский) (زاده ۴ ژوئن ۱۹۶۶ در مسکو - درگذشته ۳۰ سپتامبر ۲۰۱۷) ریاضی‌دان روسی و استاد در مؤسسه مطالعات پیشرفته بود.
کار او در توسعه یک نظریه هموتوپی برای چندگونای جبری، و نیز فرمول بندی کوهمولوژی موتیویک، منجر به اهدای مدال فیلدز در سال ۲۰۰۲ میلادی به وی شد.